# Karl-Georg Emil Heubel
Karl-Georg Emil Heubel (russisch Карл-Георгий-Эмилий Геибель Karl-Georgij-Emili Geibel bzw. Карл Георгиевич Геибель Karl Georgijewitsch Geibel; * 25. Septemberjul. / 7. Oktober 1838greg. in Walk, Gouvernement Livland, Russisches Kaiserreich; † 12. Juni 1912 in Kiew, Gouvernement Kiew, Russisches Kaiserreich) war ein russischer Pharmakologe und Hochschullehrer deutschbaltischer Herkunft.

## Leben

### Herkunft und Familie
Karl-Georg Emil Heubel kam als Sohn des Kreisarztes Dr. med. Georg Bernhard Heubel und Emilie Heubel, geb. Martinsen in der baltischen Stadt Walk zur Welt.
Karl-Georg Heubel war seit 1867 mit Juliane Charlotte Helene Karoline geb. Wilde verheiratet und war Vater zweier Söhne. Der erstgeborene Sohn Konrad Theodor (1867–1934) wurde Dipl.-Ing. und Professor der Maschinenbaukunde am Polytechnischen Institut in Kiew und der 1879 geborene Viktor wurde Elektroingenieur. Karl-Georg Heubel war ein Cousin des Historien- und Porträtmalers Alexander Heubel. 

### Werdegang
Er absolvierte 1856 das Gymnasium in Dorpat und studierte von 1856 bis 1861 an der Medizinischen Fakultät der Kaiserlichen Universität Dorpat bei Rudolf Buchheim und Karl Wilhelm von Kupffer, wo er 1858 die Goldene Preis-Medaille der Universität erhielt und 1865 bei R. Buchheim zum Doktor der Medizin promovierte.
Anschließend trat er in den Staatsdienst und wurde Dozent für Allgemeine Therapie und Pharmakologie an der St.-Wladimir-Universität in Kiew. In dieser Position war er bis 1876 tätig. Zwischen 1865 und 1868 war er zudem Leiter des Lehrstuhls für Allgemeine Therapie und Pharmakologie.
1870 reiste Heubel zur Fortbildung zum Professor für Physiologie Friedrich Goltz an die Universität in Halle und im Anschluss an weitere Universitäten unter anderem nach Berlin und München. 1872 lernte er bei Isidor Rosenthal an der Universität Erlangen sowie an weiteren Universitäten wie der Universität Würzburg. 1877 war er erneut zur Weiterbildung an deutschen Universitäten in Berlin, Erlangen und Straßburg.
Im Jahr 1876 wurde er außerordentlicher Professor der Pharmakologie und Allgemeinen Therapie, 1882 ordentlicher Professor für Pharmakologie und, von 1890 an bis 1898 „Verdienter Professor“ an der St.-Wladimir-Universität. Von 1877 an hatte Heubel für die nächsten 20 Jahre die Leitung  des Lehrstuhls für Pharmakologie und des Pharmakologischen Laboratoriums der Universität Kiew und hielt dort zugleich Vorlesungen für Toxikologie, Mineralwasserlehre, Rezeptur und Geschichte der Medizin. Von 1890 bis 1897 war er Dekan der Medizinischen Fakultät der Kiewer Universität.
Sein Hauptforschungsgebiet war die Experimentelle Pharmakologie und Physiologie. Er gilt als der eigentliche Begründer der Experimentellen Pharmakologie an der Universität Kiew. Er starb 73-jährig in Kiew.

## Ehrungen
- 1875 Orden der Heiligen Anna 3. Klasse[3]
- 1883 Sankt-Stanislaus-Orden 2. Klasse[3]
- 1894 „Wirklicher Russischer Staatsrat“[3][2]